# Fatherland (filme)
Fatherland (pt-BR: A Nação do Medo) é um telefilme norte-americano de 1994 e exibido pelo canal HBO. É baseado no livro de mesmo nome de Robert Harris.

## Sinopse
Em 1964 há a expectativa de que os governos da Alemanha nazista e Estados Unidos obtenham o tratado de paz. Vinte anos antes, a Segunda Guerra Mundial fora vencida pelos alemães na Europa, os soviéticos resistiram em guerrilha, e os Estados Unidos haviam se retirado, mas venceram o Império do Japão. Está marcado um encontro em Berlim entre Adolf Hitler, a poucos dias de completar seu 75º aniversário, e o presidente americano Joseph P. Kennedy.
Xavier March, policial da SS, investiga a morte de Josef Bühler, importante figura do governo alemão. Ao mesmo tempo, Charlie Maguire, jornalista americana que se encontra em Berlim para acompanhar o encontro de Hitler e Kennedy, recebe um envelope com um pedido para procurar Wilhelm Stuckart. Ela o procura, mas já encontra-o morto e é detida. March, mesmo pressionado por seu superior, o general Arthur Nebe, a esquecer a investigação, percebe que a Gestapo pode estar envolvida nas mortes e se une a Charlie na solução do caso. Ela é procurada por Franz Luther, que propõe refugiar-se na embaixada americana em troca de documentos que revelariam o maior segredo do governo nazista: o Holocausto. Estes arquivos podem impedir o encontro entre Kennedy e Hitler.

## Elenco
- Rutger Hauer — Major SS Xavier March
- Miranda Richardson — Charlie Maguire
- Peter Vaughan — General Nebe
- Michael Kitchen — Jaeger
- John Woodvine — Franz Luther
- John Shrapnel — General Globus
- Clive Russell — Agente Gestapo
- Clare Higgins — Klara
- Jean Marsh — Anna von Hagen

## Produção
As gravações ocorreram em Praga.

## Prêmios e indicações
| Prêmio              | Categoria                                                     | Recebedor(s)       | Resultado |
| ------------------- | ------------------------------------------------------------- | ------------------ | --------- |
| Globo de Ouro 1995  | Melhor minissérie ou filme para televisão                     |                    | Indicado  |
| Globo de Ouro 1995  | Melhor ator em minissérie ou filme para televisão             | Rutger Hauer       | Indicado  |
| Globo de Ouro 1995  | Melhor atriz secundária em minissérie ou filme para televisão | Miranda Richardson | Venceu    |
| Primetime Emmy 1995 | Melhor efeito visual                                          |                    | Indicado  |